# Dominik Claus
Dominik Claus (* 26. Februar 1996) ist ein deutscher Handballspieler.

## Karriere

### Im Verein
Dominik Claus begann das Handballspielen für seinen Heimatverein TG Waldsee. Bereits 2011 in der Jugend wechselte er zu den Eulen Ludwigshafen und spielte ab 2013 für die Eulen in der 2. Bundesliga. 2014 gelang ihnen der Aufstieg in die 1. Bundesliga. Nach nur einer Saison stiegen sie wieder ab. 2017 wechselte er zur SG BBM Bietigheim. In der ersten Saison stieg er mit Bietigheim in die 1. Bundesliga auf, aber erneut nach einer Saison direkt wieder ab. 2024 gelang ihnen erneut der Aufstieg in die 1. Bundesliga.

### In Auswahlmannschaften
Mit der Jugend-Nationalmannschaft nahm er am Europäischen Olympischen Jugendfestival 2013 teil und belegte dort den 6. Platz. Weiter belegte er mit der Jugend-Auswahl den 7. Platz bei der U18-Europameisterschaft 2014. Zudem belegte er den 17. Platz bei der U19-Weltmeisterschaft 2015. 2016 zog er sich seinen zweiten Kreuzbandriss zu, worauf er bei keinem Turnier für die Junioren-Nationalmannschaft auflaufen konnte.